# Касимов (Касимовский район)
Касимов — посёлок станции в Касимовском районе Рязанской области России. Входит в Овчинниковское сельское поселение.

## Географическое положение
Посёлок расположен при станции Касимов Московской железной дороги примерно в 7 км к юго-западу от центра города Касимова. Ближайшие населённые пункты — деревня Бочкари к северу, деревня Овчинники к востоку, деревня Чернышово-Починки к югу и деревня Макеенки к западу.

## История
Посёлок возник в начале 60-х годов XX века во время строительства железнодорожной ветки Ушинский - Касимов. Станция Касимов открыта в 1964 г.

## Население
| 2010 |
| ---- |
| 239  |

## Улицы
Уличная сеть поселка состоит из 3 улиц (Буровая, Вокзальная и Новая).

## Транспорт и связь
Посёлок находится на автомобильной дороге Касимов - Лашма и имеет регулярное автобусное сообщение с районным центром. Прямых автобусов нет, но есть проходящие: из Касимова в Акишинский карьер, Крутоярский, Телебукино.
В поселке находится железнодорожная станция Касимов.
Посёлок обслуживает сельское отделение почтовой связи Касимов - станция (индекс 391315).